# Chłopięcy świat
Chłopięcy świat (ang. This Boy’s Life) – amerykański dramat z 1993 roku w reżyserii Michaela Caton-Jonesa na podstawie książki Tobiasa Wolffa This Boy's Life: A Memoir (Chłopięce lata, 1989).
Zdjęcia do filmu kręcone były w Concrete (Waszyngton), Ogden i Moab (Utah) w USA oraz w Vancouver (Kolumbia Brytyjska, Kanada).

## Fabuła
Bezrobotna rozwódka Caroline podróżuje po USA wraz ze swoim nastoletnim synem Tobym. Trafiają do Seattle, gdzie poznaje romantycznego i przystojnego Dwighta, mechanika samochodowego. Caroline jest pewna, że wreszcie szczęście się do niej uśmiechnęło i znalazła miłość swojego życia. Lecz kiedy wychodzi za niego za mąż, Dwight bardzo się zmienia. Staje się apodyktyczny i upokarza Toby’ego, który zamierza za wszelką cenę uciec z domu.

## Obsada
- Robert De Niro – Dwight Hansen
- Ellen Barkin – Caroline Wolff
- Leonardo DiCaprio – Toby
- Jonah Blechman – Arthur Gayle
- Chris Cooper – Roy
- Carla Gugino – Norma
- Zachary Ansley – Skipper
- Tracey Ellis – Kathy
- Kathy Kinney – Marian
- Eliza Dushku – Pearl
- Tobey Maguire – Chuck Bolger
- Frank C. Turner – kierowca ciężarówki
- Scott Woodmansee – świadek stłuczki
- Ross Chaston – liczący punkty
- Ken Camroux – uczestnik konkursu strzeleckiego
- Stephen E. Miller – strażnik
- Robert Zameroski – Arch Cook
- Tristan Tait – Jerry Huff
- Travis MacDonald – wariat
- Michael Bacall – Terry Taylor
- Adam Sneller – Terry Silver
- Gerrit Graham – Pan Howard
- Thomas Kopache – sprzedawca
- Lee Wilkof – Dyrektor Shippy
- Sean Murray – Jimmy Voorhees
- Jason Horst – Oscar Booker
- Deanna Milligan – siostra Silver (I)
- Morgan Brayton – siostra Silver (II)
- Robert Munns – sprzedawca biletów
- Bill Dow – wicedyrektor
- Shawn MacDonald – pracownik A&P
- John R. Taylor – pastor